# Gustave Herry
Gustave Philippe Marie Ghislain Herry (Gent, 18 januari 1801 - 5 januari 1873) was een Belgisch volksvertegenwoordiger, senator en burgemeester.

## Biografie
Gustave Herry was een telg uit de familie Herry. Hij was een zoon van jhr. Alexander Herry (1768-1811) en Marie-Jacqueline de Vos (1772-1830). Hij behoorde zelf niet tot de adel. Hij trouwde met Henriette Vispoel (1803-1854). Hij was de grootvader van volksvertegenwoordiger en senator Georges Herry.
Beroepshalve handelaar, werd hij in 1825 burgemeester van Mariakerke, een ambt dat hij tot kort voor zijn overlijden bekleedde. Hij was ook provincieraadslid van Oost-Vlaanderen (1836-1851 en 1858-1866) en handelsrechter in Gent (1844-1845).
In 1847 werd hij verkozen tot liberaal volksvertegenwoordiger voor het arrondissement Gent en vervulde dit mandaat tot in juni 1848. In 1851 werd hij senator voor ditzelfde arrondissement en bleef dit tot in 1855.